# Corinna variegata
Corinna variegata là một loài nhện trong họ Corinnidae.
Loài này thuộc chi Corinna. Corinna variegata được Frederick Octavius Pickard-Cambridge miêu tả năm 1899.